# نظریه نسبیت

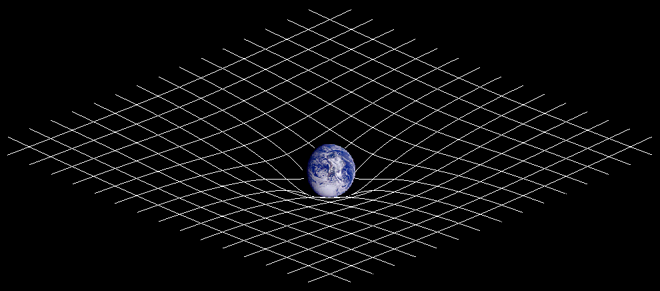
افکنش فضای دوبعدی یک خمیدگی فضا-زمان در فضای سه‌بعدی که در نظریه نسبیت عام مطرح می‌شود

نظریهٔ نسبیَت دو نظریه اصلی و معروف نسبیت خاص و نسبیت عام آلبرت اینشتین را در بر می‌گیرد. ایدهٔ اصلی این نظریه آن است که زمان و فضا مرتبط هستند، نه جدا و ثابت.
به‌کاربردن عبارت «نظریهٔ نسبیت» به ۱۹۰۶ برمی‌گردد که ماکس پلانک ترکیب «نظریه نسبی» (در آلمانی: Relativtheorie) را به‌کار برد و بر چگونگی کاربرد اصل نسبیت از راه آن تأکید کرد اما این آلفرد بوخرر بود که در بخش بحث مقاله پلانک، برای نخستین بار «نظریه نسبیت» (در آلمانی: Relativitätstheorie) را به‌کار برد.

## نسبیت خاص
نسبیت خاص، نگره‌ای درباره ساختار فضازمان است. این نگره را اینشتین، ۱۹۰۵، در مقالۀ «دربارهٔ الکترودینامیک اجسام در حرکت» پیش نهاد. این نگره بر پایه دو فرض است که در تناقض با مکانیک کلاسیک هستند:
1. قوانین فیزیک در دستگاه ناظر کلی (نظارت کیهانی) برای همهٔ اجسام، یک‌سان است. (اصل نسبیت).
2. سرعت نور در فضای آزاد، برای همه ناظران، صرف‌نظر از حرکت نسبی‌شان یا حرکت منبع نور، ثابت است.

چنین نگره‌ای هم‌خوانی بیشتری با آزمایش‌ها نشان می‌دهد. برای نمونه، آزمایش مایکلسون-مورلی نه تنها فرض دوم را تأیید می‌کرد، بلکه نتایج جالب دیگری را نیز به‌همراه داشت:
• نسبیت هم‌زمانی: دو رویداد که برای یک ناظر هم‌زمان هستند، ممکن است برای ناظر دیگری که نسبت به ناظر نخست در حرکت است، هم‌زمان نباشند.
• کش‌آمدن زمان: برای ناظر در حرکت، نسبت به ناظر ساکن، گذر زمان آرام‌تر است.
• کوتاه‌شدن طول: از دید ناظر ایستا، طول یک جسم متحرک در راستای حرکت، کوتاه‌ می‌شود.
• هم‌ارزی جرم و انرژی: {\displaystyle E=mc^{2}} جرم و انرژی، هم‌ارز هستند و به‌هم تبدیل می‌شوند.
• سرعت نور، بیشترین سرعت ممکن است: هیچ جسمی یا موجی نمی‌تواند در فضای آزاد با سرعتی بیشتر از سرعت نور حرکت کند.
• جاذبه در فضا با سرعت نور حرکت می‌کند، نه سریع‌تر، نه آرام‌تر.
نسبیت خاص، در جابه‌جایی ترادیسی‌های گالیله در مکانیک کلاسیک، با تبدیلات لورنتس تعریف می‌شود.
بی‌تردید، مفهوم نسبیت زمان از همه‌ی موضوعات دیگری که اینشتین عرضه کرده است برای فهم دشوارتر و با معتقدات سابق ناسازگارتر است. اینشتین اعلام داشت که وقایعی که در نقاط مختلف در نظر ناظری در یک لحظه روی می‌دهند در چشم ناظر دیگری که نسبت به ناظر اولی در حرکت باشد در همان لحظه وقوع نمی‌یابند. مثلاً، اگر در نظر کسی که روی زمین است دو واقعه در یک لحظه و باهم صورت پذیرند، این دو واقعه برای ناظری که در قطار یا هواپیما در حال حرکت است باهم روی نمی‌دهند. زمان مطلق نیست و با سرعت و موقعیت ناظر بستگی و نسبت دارد. اگر این تئوری را درباره‌ی جهان بیان کنیم، باید بگوییم واقعه‌ای که در ستاره‌ای رخ می‌دهد (مثلاً انفجاری که در آن واقع می‌شود) در همان لحظه که به چشم ناظر زمینی می‌رسد وقوع نمی‌یابد، بلکه از آنجا که نور با سرعت ۳۰۰ هزار کیلومتر بر ثانیه طی‌طریق می‌کند، ممکن است خبر واقعه‌ی ستاره‌ای سال‌ها پس از وقوع به چشم زمینیان برسد و ستاره‌ای را که امروز به وضعی می‌بینیم مدتی پیش به این وضع بوده و شاید امروز معدوم شده باشد. اگر تصور این امر ممکن بود که شخصی سرعتی بالاتر از آنِ نور احراز کند، به‌موجب نظریه‌ی نسبیت زمان برای او به عقب برمی‌گشت و تولد او در آینده صورت می‌پذیرفت.

## نسبیت عام
نسبیت عام، نظریه‌ای هندسی برای گرانش است که  آلبرت اینشتین (و دیگران)، ۱۹۰۷ و ۱۹۱۵، مطرح کرده، توسعه دادند. اینشتین، شکل نهایی نسبیت عام را ۱۹۱۶ منتشر کرد که تصویر فیزیک جدید از گرانش را تشکیل می‌دهد. نسبیت عام، نسبیت خاص و قانون جهانی گرانش نیوتن را تعمیم می‌دهد و توصیفی یکتا از گرانش، به عنوان یک ویژگی هندسی فضا و زمان ( فضازمان) به‌دست می‌دهد. به‌ویژه در این نظریه، انحنای فضای زمان، مستقیم به انرژی و تکانه ماده و تابش مربوط است. این رابطه با معادلات میدان اینشتین توصیف می‌شود که یک دستگاه معادلات مشتقات پاره‌ای است.
برخی از پیش‌بینی‌های نسبیت عام، به‌ویژه درباره گذشت زمان، هندسهٔ فضا، حرکت جسم در سقوط آزاد و انتشار نور، با پیش‌بینی‌های فیزیک کلاسیک تفاوت اساسی دارند. برای نمونه، می‌توان به کش‌آمدن گرانشی زمان، هم‌گرایی گرانشی، انتقال‌به‌سرخ گرانشی نور و تاخیر گرانشی اشاره کرد. پیش‌بینی‌های نسبیت عام تابه‌امروز در همه آزمون‌ها تأیید شده‌اند. هرچند نسبیت عام تنها نظریه نسبیتی نور نیست، ساده‌ترین نظریه‌ای است که با آزمایش‌ها مطابقت دارد؛ گرچه پرسش‌هایی بی‌پاسخ مانده‌اند، که بنیادی‌ترین آن‌ها، چگونگی آشتی‌دادن نسبیت عام با فیزیک کوانتومی در راستای یک نظریه خودسازگار و کامل از گرانش کوانتومی است.
نسبیت عام، نتایج اخترفیزیکی مهمی در پی دارد. برای نمونه، سیاه‌چاله‌ها را تأیید می‌کند (جاهایی در فضا که فضا و زمان طوری ناهم‌وار شده‌اند که هیچ چیز، حتی نور نمی‌تواند از آن بگریزد)، چیزی که در پایان عمر ستاره‌های پرجرم پیش می‌آید. شواهد فراوانی نشان می‌دهند که تابش‌های شدید از برخی اجسام نجومی، از سیاه‌چاله‌هاست. برای نمونه، ریزاختروش‌ها یا هسته کهکشانی فعال، نتیجه سیاه‌چاله‌های ستاره‌وار و سیاه‌چاله‌هایی با جرم‌های بسیار بسیار بیشتر هستند. خم‌شدن نور از سوی گرانش می‌تواند به هم‌گرایی گرانشی، و به دیده شدن چند تصویر از یک شئ نجومیِ دور در آسمان بینجامد. نسبیت عام، همچنین امواج گرانشی را پیش‌بینی می‌کند. مشاهده و اندازه‌گیری مستقیم آن‌ها هدف پروژه‌هایی نظیر لیگو، آنتن فضایی تداخل‌سنج لیزری ناسا/اِسا و آرایه‌های زمان‌سنجی تپ‌اختر است. 
در ۱۱ فوریه ۲۰۱۶، پژوهشگران در LIGO، برای نخستین‌بار امواج گرانشی را مشاهده کردند. هم‌چنین، نسبیت عام اساس مدل‌های کنونی کیهان‌شناختی از یک جهان در حال انبساط است.